# Libros proféticos de William Blake
Los Libros proféticos del poeta y artista inglés del siglo xviii William Blake son una serie de largas e interrelacionadas obras poéticas fundamentadas en la propia mitología personal de Blake. Han sido descritos, “en proporción a sus méritos, el cuerpo de poesía menos leído en el idioma inglés”. Blake produjo estos libros mientras trabajaba como ilustrador comercial, incluyendo sus propios grabados, conformando así un proyecto amplio y en gran medida privado.

## Descripción
Con estos trabajos, que concluyen con la epopeya Jerusalén: la emanación del gigante Albión, Blake elaboró una mitología personal inventada (mitopoeia). La mitopoeia es en gran parte de inspiración bíblica; aparte de eso, se ha debatido ampliamente tanto su contenido político como religioso.
Mientras que La Revolución francesa de 1791 no es ilustrada y, por lo general, se excluye de la lista de libros proféticos, David V. Erdman sostiene que la separación de este trabajo del corpus general elimina una clave del simbolismo utilizado por Blake.
Otra obra, Vala, o los cuatro Zoas (1797), que se inició mientras Blake estaba residiendo en Felpham, fue abandonada en forma de borrador; de este abandono de Blake Northrop Frye ha comentado que “cualquier persona que se preocupa por la poesía o la pintura debe ver en el estado inacabado de Vala un grave desastre cultural”.

### Recepción crítica
Los libros proféticos han sido desestimados en ocasiones como carentes de sentido. Esta posición es ahora raramente sostenida por los estudiosos de la literatura inglesa, habiendo sido Blake uno de los principales beneficiarios de la crítica durante el siglo xx. Northrop Frye y, tras él, Harold Bloom han sugerido que la dificultad de lectura de las obras proféticas de Blake puede ser superada, y que la etiqueta despectiva mística aplicada a ellas es en gran medida una ofuscación. Místico en cuanto a la lengua poética ha sido de hecho el equivalente de visionario aplicado a los grabados.
Debido a que los libros proféticos no fueron sumamente considerados, y mientras que los poemas líricos de Blake eran percibidos más directos y relativamente poco problemáticos, tuvieron una historia de publicación tortuosa.

## Las profecías continentales
El ciclo de profecías continentales comprende América, una profecía (1793), Europa, una profecía (1794) y La canción de Los (1795), compuesta de las secciones África y Asia.
América, una profecía se divide en un Preludium (que es parte del mito de Orc) y Una profecía, que tiene un contenido político claro que incumbe a la Revolución americana. La primera línea de Una profecía repite la línea final de África. Por otro lado, Europa, una profecía tiene una sección introductoria sin nombre, un Preludium con Orc y Enitharmon, y Una profecía con conexiones a la situación contemporánea de Europa en tiempos de guerra. La sección Asia de La canción de Los se une al final de Europa, una profecía (a través de la palabra “aullido”).

## Los libros
- Tiriel (ca. 1789)
- El libro de Thel (ca. 1789)
- La Revolución francesa (1791)

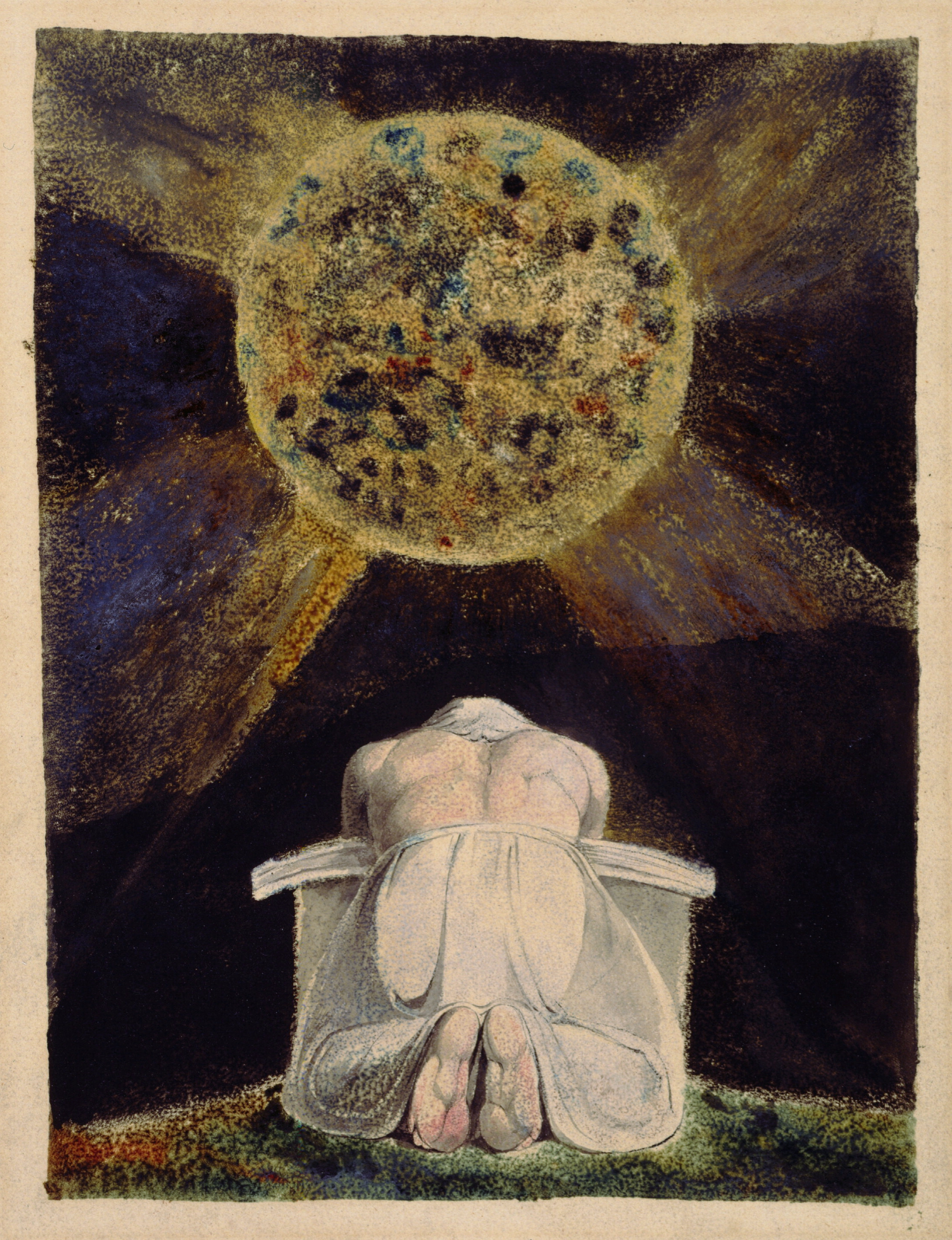
Frontispicio de Blake para La canción de Los (1795), que muestra a Urizen presidiendo el declive de la moralidad.

- El matrimonio del cielo y el infierno (1790)
- Visiones de las hijas de Albión (1793)
- América, una profecía (1793)
- Europa, una profecía (1794)
- El libro de Urizen (1794)
- El libro de Ahania (1795)
- La canción de Los (1795)
- La canción de Los (1795)
- Vala, o los cuatro Zoas (1797-1804)
- Milton, un poema (1804-1810)
- Jerusalén: la emanación del gigante Albión (1804-1820)

## Edición en castellano
- Blake, William (2013, 2014, 2023 2ª edición). Libros proféticos. Primera edición completa bilingüe en español y con todas sus imágenes en color. Prólogo Patrick Harpur. Traducción Bernardo Santano Moreno. Dos tomos, cartoné, formato 20,8 x 27 cm. Colección Imaginatio vera. Vilaür: Ediciones Atalanta[10][11].

1. Volumen I. Tiriel (ca. 1789); El libro de Thel (ca. 1789); El matrimonio del cielo y el infierno (1790); La Revolución francesa (1791); Visiones de las hijas de Albion (1793); América: Profecía (1793); Europa: Profecía (1794); El [primer] libro de Urizen (1794); El libro de Ahania (1795); El libro de Los (1795); El cantar de Los (1795); Vala, o los cuatro Zoas (1797-1804). 704 páginas, 129 ilustraciones color. 2013, 2023 2ª edición. ISBN 978-84-940941-5-6.
2. Volumen II. Milton: poema en dos libros (1804-1810); Jerusalén, la emanación del gigante Albion (1804-1820); Glosario. 620 páginas, 52 ilustraciones color. 2014, 2023 2ª edición. ISBN 978-84-942276-2-2.